# 정준호
정준호(鄭俊鎬, 1969년 11월 9일 ~ )는 대한민국의 배우이다.

## 경력
1995년 MBC 공채 탤런트 24기로 정식 데뷔했다. 2011년 3월 25일 이하정 TV조선 아나운서(당시, MBC 아나운서)와 결혼하였다.

## 학력
- 신양초등학교 (졸업)
- 신양중학교 (졸업)
- 예산고등학교 (졸업)
- 경희대학교 연극영화학과 (졸업)
- 경희대학교 언론정보대학원 문화콘텐츠학과 (졸업)

## 출연작

### 영화
- 1997년 영화 《일팔일팔》 ... 마대경 역
- 2000년 영화 《아나키스트》 ... 이근 역
- 2000년 영화 《싸이렌》 ... 강현 역
- 2001년 영화 《두사부일체》 ... 계두식 역
- 2001년 영화 《흑수선》 ... 한동주 역
- 2002년 영화 《좋은 사람 있으면 소개시켜 줘》 ... 박현수 역
- 2002년 영화 《가문의 영광》 ... 박대서 역
- 2002년 영화 《하얀 방》 ... 최진석 역
- 2003년 영화 《천년호》 ... 비하랑 역
- 2003년 영화 《동해물과 백두산이》 ... 최백두 역
- 2004년 영화 《나두야 간다》 ... 이동화 역
- 2005년 영화 《공공의 적 2》 ... 한상우 역
- 2005년 영화 《역전의 명수》 ... 박명수/박현수 역
- 2005년 영화 《가문의 위기》 ... 장대서 역 (특별출연)
- 2006년 영화 《투사부일체》 ... 계두식 역
- 2006년 영화 《거룩한 계보》 ... 김주중 역
- 2007년 영화 《웨스트 32번가》 ... Jin Ho Chun 역 (특별출연)
- 2007년 영화 《사랑방 선수와 어머니》 ... 김덕근 역
- 2009년 영화 《슬픔보다 더 슬픈 이야기》 ... 임사장 역 (특별출연)
- 2009년 영화 《유감스러운 도시》 ... 장충동 역
- 2010년 영화 《아이리스: 더 무비》 ... 진사우 역
- 2010년 영화 《두 여자》 ... 윤지석 역
- 2013년 영화 《가문의 귀환》 ... 박대서 역
- 2016년 영화 《인천상륙작전》 ... 서진철 역
- 2020년 영화 《히트맨》 ... 천덕규 역
- 2022년 영화 《어부바》 ... 종범 역
- 2025년 영화 《히트맨 2》 ... 천덕규 역
- 2025년 영화 《귀신경찰》 (특별출연)
- 미정 영화 《히트맨 3》 ... 천덕규 역
- 미정 영화 《히트맨 4》 ... 천덕규 역

### 애니메이션 더빙
- 2006년 《플러쉬》(Flushed Away) - 로디 제임스 역

### 드라마
- 1995년 MBC 월요 특별기획 드라마 《제4공화국》 ... 대통령경호실 경호관 역, 박정희 대통령 영식 박지만의 친구 역
- 1996년 MBC 수목 특별기획 드라마 《이혼하지 않는 이유》
- 1996년 MBC 주말 특별기획 드라마 《동기간》 ... 박상백 역
- 1996년 MBC 주말 특별기획 드라마 《가슴을 열어라》 ... 박현수 역
- 1997년 MBC 주말 특별기획 드라마 《신데렐라》 ... 회장 사위 역
- 1997년 MBC 저녁 일일연속극 《세 번째 남자》[3] ... 한범 역
- 1997년 SBS 주말 특별기획 드라마 《아름다운 죄》 ... 철수 역
- 1998년 MBC 주말 특별기획 드라마 《마음이 고와야지》
- 1998년 KBS2 8부작 월화 미니시리즈 《킬리만자로의 표범》
- 1998년 MBC 월화 미니시리즈 《사랑》 ... 최민석 역
- 1998년 ~ 1999년 MBC 수목 미니시리즈 《해바라기》 ... 문순영의 오빠 문순남 역
- 1999년 MBC 월화 특별기획 드라마 《왕초》 ... 동대문상인연합회 이정재 회장 역
- 1999년 MBC 수목 미니시리즈 《안녕 내 사랑》 ... 최기태 역
- 2000년 MBC 수목 미니시리즈 《신 귀공자》 ... 정치인 역 (특별출연)
- 2001년 MBC 수목 미니시리즈 《호텔리어》 ... 손님 역 (7, 8회 특별출연)
- 2003년 MBC 일요 특별기획 드라마 《기쁜 소식》 ... 홍윤섭 역 (1, 2회 특별 출연)
- 2005년 SBS 드라마스페셜 《루루공주》 ... 강우진 역
- 2008년 MBC 주말 미니시리즈 《내 생애 마지막 스캔들》 ... 송재빈 / 장동철 역
- 2009년 KBS2 수목 미니시리즈 《아이리스》 ... 진사우 역
- 2010년 SBS 월화 미니시리즈 《아테나: 전쟁의 여신》 ... 진사우 역 (특별출연)
- 2010년 MBC 월화 미니시리즈 《역전의 여왕》 ... 봉준수 역
- 2013년 KBS2 수목 미니시리즈 《아이리스 2》 ... 진사우 역 (특별출연)
- 2013년 JTBC 월화 미니시리즈 《네 이웃의 아내》 ... 민상식 역
- 2014년 MBC 주말 특별기획 드라마 《마마》 ... 문태주 역
- 2015년 MBC 수목 미니시리즈 《달콤살벌 패밀리》 ... 윤태수 역
- 2016년 MBC 주말 특별기획 드라마 《옥중화》 ... 윤원형 역
- 2018년 JTBC 금토 미니시리즈 《SKY 캐슬》 ... 강준상 역
- 2019년 KBS2 월화 미니시리즈 《조선로코 - 녹두전》 ... 광해 역
- 2020년 SBS 금토 미니시리즈 《편의점 샛별이》 ... 정준호 역 (특별출연)
- 2020년 tvN 수목 미니시리즈 《여신강림》 ... 이주헌 역 (특별출언)
- 2022년 MBC 주말 미니시리즈 《지금부터, 쇼타임!》 ... 최검 역
- 2022년 웹드라마 《미녀》 ... 안희석 역

## 방송
- 2017년 TV조선 《배낭 속에 인문학》 - 인도 편
- 2006년, 2017년 KBS1 《도전! 골든벨》 충남 예산고 편 출신 동문으로 잠시 출연 첫도전 - 322회, 재도전, 874회, 2020년 - 온라인 도전 골든벨 - 학교별 편 (회차 없음)

### 예능
- 2023년 《불타는 장미단 in 말레이시아》 (MBN)
- 2020년 ~ 2021년 《오래살고볼일》 (MBN)
- 2019년 ~ 2020년《글로벌 스타 양성학교 YES I CAN》 (OBS경인TV)
- 2019년 《문제적 보스》 (tvN)
- 2018년 ~ 2021년 《아내의 맛》 (TV조선)
- 2010년 ~ 2011년 《오늘을 즐겨라》 (MBC)

### TV드라마 단막극
- 2014년 《드라마 페스티벌 - 원녀일기》 - 심봉사 역
- 2007년 《사랑한다면 이들처럼》(SBS) - 영노 역
- 2000년 《에어포스》(MBC) - 제19전투비행단 156대대 편대장 유정준 소령 역
- 1999년 《베스트극장: 한번쯤》(MBC)
- 1998년 《베스트극장: 스타킹》(MBC)
《납량특선 8부작 성형미인》(SBS) - 민호 역
《베스트극장: 설사약 권하는 사회》(MBC)
- 1997년 《사랑의 조건》(MBC)
- 1996년 《춘향아씨 한양왔네》(MBC) - 이몽룡 역
《베스트극장: 미스테리멜로 푸른 유혹》(MBC)
《세상에서 가장 아름다운 이별》(MBC)
《베스트극장: 마지막 동행》(MBC)
- 1995년 《전쟁과 사랑》(MBC)

### 광고
- 2002년 현대카드
- 2002년 ~ 2008년 인디안
- 2003년 인터파크
- 2003년 우리우유마시기 캠페인 (농림부, 한국낙농육우협회)
- 2004년 서산 타임몰
- 2004년 테크 (LG생활건강)
- 2004년 M뱅크 (SK텔레콤)
- 2004년 2%부족할때 (롯데칠성음료)
- 2005년 한일회원권거래소
- 2005년 무학 화이트소주 (채연, 이문세, 이종원, 박광수와 함께 출연)
- 2005년 ~ 2007년 동아제약 모닝케어
- 2006년 우체국예금보험 (우체국)
- 2006년 대주피오레 (대주건설)
- 2006년 제스프리골드키위 (제스프리)
- 2006년 우체국예금보험 에버리치 (우체국)
- 2006년 한국야쿠르트 장라면
- 2006년 무학 매실마을 (채연과 함께 출연)
- 2006년 무학 가을국화 (채연과 함께 출연)
- 2006년 ~ 2007년 하이마트
- 2006년 ~ 2007년 무학 좋은데이
- 2007년 현대오일뱅크
- 2008년 교통질서지키기캠페인 (경찰청, 도로교통안전관리공단)
- 2008년 경상남도
- 2008년 엠에스존
- 2008년 보해 복분자 (보해)
- 2009년 통일부
- 2010년 2010 대충청방문의 해
- 2010년 치킨뱅이
- 2011년 무학 좋은데이 - 시크릿 별빛달빛 편
- 2012년 가스안전캠페인 - 가스안전은행복합니다 편 (지식경제부, 한국가스안전공사)
- 2018년 누가의료기
- 2019년 더존비즈온
- 2021년 다비치 MIDASM (다비치안경체인)
- 2022년 늘곁애 - 대한민국 1호 상조 (늘곁애라이프온)
- 2023년 노란우산(남보라)

### 뮤직비디오
- 2005년 《Smile Again》(KCM 2집 - Growing Up)
- 1999년 SKY(최진영) - 영원
- 문차일드 - 사랑하니까
- 조수미-나가거든
- 조성모 - 아시나요
- 1999년 조성모 - 슬픈 영혼식'

## 홍보대사
- 2002년 ~ 2008년 청룡영화상 MC
- 2006년 연예인 히말라야 아일랜드 피크 원정대 원정대장
- 2006년 폭력 없는 학교 만들기 홍보대사
- 2006년 F1 월드챔피언십 코리아 그랑프리 홍보대사
- 2007년 한국대중문화예술인복지회 탤런트부문 회장
- 2007년 제42회 전국기능경기대회 홍보대사
- 2007년 백제문화제 홍보대사
- 2008년 서울복지재단 홍보대사
- 2008년 밝은사회국제클럽 홍보대사
- 2008년 충무로국제영화제 운영부위원장
- 2008년 제1회 부산국제광고제 홍보대사
- 2009년 국가정보원 명예요원
- 2009년 제5회 대한민국 대학영화제 공동집행위원장
- 2009년 국화축제 홍보대사
- 2009년 코리아그랜드세일 홍보대사
- 2009년 제1회 서울국제사회복지영화제 홍보대사
- 2009년 통일부 홍보대사
- 2010년 제1회 스포츠어코드컴뱃게임 태권도 홍보대사
- 2010년 세계대백제전 문화사절단 단장
- 2010년 프랑스 보르도 생떼밀리옹지구 와인 기사작위(Jurade de Saint-Émilion)

와인 기사작위는 와인 생산지에서 홍보대사 차원에서 수여하는 칭호로, 영국 정부에서 국가에 공헌한 자에게 서임하는 기사작위와는 무관하다.
- 2010년 열린의사회 홍보대사
- 2010년 2010 대충청방문의 해 홍보대사
- 2018년 춘천시 명예홍보대사

## 수상 경력
- 1996년 MBC 연기대상 신인상
- 2002년 제23회 청룡영화상 인기스타상
- 2005년 제28회 황금촬영상 연기대상
- 2007년 아시아 모델상 시상식 모델스타상
- 2007년 경희대학교 공로상
- 2007년 제8회 대한민국 영상대전 포토제닉상
- 2008년 MBC 연기대상 남자 최우수상
- 2008년 국무총리표창
- 2008년 한일문화대상 문화외교부문상
- 2009년 제17회 이천춘사대상영화제 한류문화대상
- 2009년 KBS 연기대상 중편드라마부문 남자 우수연기상
- 2010년 MBC 연기대상 남자 최우수상
- 2010년 MBC 방송연예대상 버라이어티 부문 특별상
- 2010년 MBC 방송연예대상 베스트앙숙상
- 2010년 제1회 대한민국대중문화예술상 문화부장관 표창
- 2012년 제7회 대한민국 나눔대상 대회장상
- 2013년 버락 오바마 대통령 자원봉사상
- 2014년 제34회 황금촬영상 촬영감독이 선정한 인기상
- 2016년 MBC 연기대상 특별기획 황금 연기상
- 2017년 제37회 황금촬영상 심사위원특별상
- 2017년 LBMA STAR 어워즈 아시아스타상

## 가족 관계
- 배우자 : 이하정 (1979년 3월 12일 ~ )
- 아들 : 정시욱 (2014년 2월 14일 ~ )
- 딸 : 정유담 (2019년 6월 26일 ~ )